# Tmarus amazonicus
Tmarus amazonicus är en spindelart som beskrevs av Mello-Leitao 1929. Tmarus amazonicus ingår i släktet Tmarus och familjen krabbspindlar. Inga underarter finns listade i Catalogue of Life.